# La Salle de bain
Pour l’article homonyme, voir La Salle de bain (film).
La Salle de bain est le premier roman publié de Jean-Philippe Toussaint, paru en 1985 aux éditions de Minuit et ayant reçu l'année suivante le prix littéraire de la Vocation.

## Historique du roman

### Écriture
Si La Salle de bain est son premier livre publié, ce n'est pas le premier roman de Jean-Philippe Toussaint : Échecs, écrit entre 1979 et 1983, ne fut pas publié, mais fera l'objet d'une édition numérique le 1er mars 2012, avec une préface de Laurent Demoulin intitulée Échecs ou le dynamisme romanesque des puissances immobiles.
La Salle de bain est écrit à Médéa en Algérie alors que Jean-Philippe Toussaint est professeur de français en coopération. Il travaille sans documentation, hormis un livre de biologie pour les passages où les peintres polonais tentent de cuisiner des poulpes. Le roman est refusé par toutes les maisons d'édition, et reste « en souffrance aux Éditions de Minuit dans le bureau d'Alain Robbe-Grillet », le conseiller littéraire de la maison d'édition étant alors aux États-Unis pour y enseigner. C'est Jérôme Lindon qui informe l'auteur de son intention de publier son roman, ce qui provoquera ce souvenir de Toussaint : « L’éditeur de tout le Nouveau Roman me considérait comme un écrivain, moi le type de 27 ans. »

### Structure et lieux
En épigraphe figure le théorème de Pythagore, qui annonce la structure en trois parties du roman. Chaque partie est constituée de paragraphes numérotés. La première partie, intitulée « Paris », se déroule dans l'appartement parisien que le narrateur partage avec Edmondsson, et où interviennent deux peintres polonais. Dans la deuxième partie, « L'Hypoténuse », le narrateur est dans un hôtel, dont on apprendra qu'il se trouve à Venise, et où Edmondsson finira par le rejoindre. Dans la troisième partie, également titrée « Paris » comme la première, Edmonsson est rentrée à Paris, et le narrateur délaisse son hôtel pour s'installer dans une chambre d'un hôpital vénitien. Il regagne finalement l'appartement parisien. Pour Jean-Philippe Toussaint, la structure autorise « qu’on puisse lire le livre chronologiquement de deux façons ». La troisième partie se termine par la phrase « Le lendemain, je sortais de la salle de bain », qui est un rappel de « Le lendemain, je sortis de la salle de bain » qui figure au début de la première partie. De la même manière, une invitation à l'ambassade d'Autriche est évoquée dans la première et la troisième partie. Pour la revue Critique, la chronologie de l'histoire peut ainsi être celle linéaire de la lecture, mais il est possible d'imaginer également que le début de la narration réelle commence avec la deuxième partie, la première et la troisième se déroulant ensuite.

## Réception critique

### En France
La critique est immédiatement favorable. Michel Nuridsany, dans Le Figaro du 6 septembre 1985, écrit, à propos de « ce livre tendu dans sa désinvolture » qu'il « témoigne d'un talent d'écrivain réellement original en ces temps de retour à la tradition » et prédit qu'il s'agit d'un « premier roman d'un inconnu qui ne le restera certainement pas longtemps. »
Jacques-Pierre Amette, dans un article du Point du 16 janvier 1989 intitulé Le nouveau « nouveau roman », en désigne Toussaint comme « figure emblématique », au ton « d'une originalité absolue » et constate : « Grosse impression sur la critique ; 55 000 exemplaires vendus et, surtout, un accueil international unanime. Les grands pontes de la critique littéraire européens consacrent leurs colonnes à cet inconnu, comme s’il avait accompli dans l’art romanesque une petite révolution copernicienne. »
En 2009, Laurent Demoulin considère que « mine de rien, la sortie du premier roman de Jean-Philippe Toussaint a changé le paysage éditorial français. La littérature française n'est plus tout à fait la même depuis la parution de ce petit livre intitulé La Salle de bain. »
À sa parution, l'édition en français de La Salle de bain s'est rapidement vendu à 50 000 la première année, pour atteindre au total 85 000 exemplaires avant son édition en poche (en 2005), ce qui a constitué un véritable succès auprès des lecteurs pour ce type de premier roman qui en général fait des chiffres de vente beaucoup plus modestes (de l'ordre de 500 à 1 000 exemplaires).

### À l'étranger
Le roman est également un succès à l'étranger ; il est traduit dans plus de quinze pays, notamment au Japon, où il est édité à plus de 100 000 exemplaires,.

### Prix
En 1986, le roman vaut à son auteur le prix littéraire de la Vocation.

## Adaptation
Le roman fait l'objet d'une adaptation cinématographique en 1989 par le réalisateur John Lvoff d'après un scénario adapté par Jean-Philippe Toussaint, avec Tom Novembre comme acteur principal.

## Éditions et traductions
- Les Éditions de Minuit, 1985  (ISBN 9782707310286).
- Coll. « Double » no 32 – suivi de Le jour où j'ai rencontré Jérôme Lindon –, Les Éditions de Minuit, 2005, 144 p.,  (ISBN 9782707319289)[7].
- (de) Das Badezimmer, trad. Joachim Unseld, Frankfurter Verlags-Anstalt, 2004.
- (en) The Bathroom, trad. Nancy Amphoux et Paul De Angelis, Dalkey Archive Press, Urbana, Illinois, 2008.